# 十三機兵防衛圏
『十三機兵防衛圏』（じゅうさんきへいぼうえいけん、英語: 13 Sentinels: Aegis Rim）は、ヴァニラウェアが開発し、アトラスより発売されたゲームソフト。通称『十三機兵』。2019年11月28日にPlayStation 4版が発売され、2022年4月14日にNintendo Switch版が発売。
1980年代の架空の日本を舞台に、滅びの運命に抗う13人の少年少女を描くドラマチックアドベンチャーゲーム。巨大ロボット「機兵」に搭乗してのシミュレーションバトルもある。
2019年3月14日に冒頭の3時間ほどをプレイできる『十三機兵防衛圏 プロローグ』が他の商品に添付されて発売された。また、同年10月30日には冒頭の3時間ほどをプレイできる「序盤まるごと体験版」が配信された。「プロローグ」を所持済みのユーザーは加えて序盤の約6時間ほどがプレイ可能。

## バージョン

### プロローグ版
2019年3月14日発売。冒頭3時間ほどがプレイ可能なプロローグ版。セーブデータの本編への継承は不可。パッケージ版にはCDとビジュアルブックが付属する。
十三機兵防衛圏 デジタルアーカイブス（ダウンロード版）
「十三機兵防衛圏 プロローグ」に十三機兵防衛圏のオリジナルPS4テーマ、PSN用のアバターセットが付属する。

十三機兵防衛圏 Music and Art Clips（パッケージ版）
「十三機兵防衛圏 プロローグ」に十三機兵防衛圏のビジュアルブック、オリジナルミニサウンドトラックCD、オリジナルPS4テーマ、PSN用のアバターセットが付属する。
- 十三機兵防衛圏 ビジュアルブック
  - 13人の主人公たちの美麗なビジュアル、機兵や背景イラストも含むこのパッケージ限定の特別なビジュアルブック。（全36ページ）

- 十三機兵防衛圏オリジナルミニサウンドトラックCD
  - 『十三機兵防衛圏』のサウンドの中から厳選した10曲のミニサウンドトラックCD。

- 【DLC】十三機兵防衛圏オリジナルPS4テーマ＆アバターセット
  - 『十三機兵防衛圏』の美しいイラストや音楽を使用したオリジナルのPS4テーマ2種とアバター13種がセットになったDLC。

- 【PS4ディスク】十三機兵防衛圏 プロローグ
  - 『十三機兵防衛圏』の主人公となる13人全員の物語冒頭部分がプレイできるPS4用ソフト。

このほか、同日に発売される『オーディンスフィア レイヴスラシル』と『ドラゴンズクラウン・プロ』の廉価版にも「十三機兵防衛圏 プロローグ」のダウンロード版が付属する。

### 本編
十三機兵防衛圏（通常版）
店頭で販売される通常版と、PlayStation Storeのダウンロード版がある。

十三機兵防衛圏 プレミアムボックス
パッケージ版のみの限定版。設定画などを収録したブックレット「シークレットファイル」、13版機兵のペーパークラフト・モデルキット、DLCオリジナルテーマ＆アバターセットを同梱。

十三機兵防衛圏 プレミアムエディション
ダウンロード版の豪華版。シークレットファイルのデジタル版ブックレット、DLCオリジナルテーマ＆アバターセットが付属する。

## ゲームシステム
本作は、日常の異変について探索するアドベンチャーパート”追想編”、機兵に乗って敵と対峙するシミュレーションバトルパート”崩壊編”、物語を俯瞰して考察できるアーカイブ”究明編”で構成される。
追想編（アドベンチャーパート）
横スクロール画面で展開する"追想編"は、ストーリーの核を握るアドベンチャーパート。1945年・1985年・2025年・2065年・2105年の5つの時代を舞台に13人の登場人物から一人を選んでプレイをする。本作の特徴的なシステムである"クラウドシンク"が、ストーリー進行の鍵を握っている。探索のなかで重要となるキャラクター同士の会話のなかには真相へのヒントが隠されており、それを集めて思想することで、さまざまな情報を得ることができる。
各主人公たちは互いに友人・恋愛関係などで複雑に関連し合っており、関係性の深いキャラクターとの専用エピソードがある。それらの物語を追うことで、この世界に隠された大いなる謎が明らかにできる。クラウドシンクの選択や、どの人物に話しかけるのかも重要な要素となる。
物語をある程度進めるとロックが掛かり、関連性の深い他の主人公を特定のイベントまで進めるか、後述の崩壊編を指定のステージまでクリアすることで、また新たに進めることができる。
クラウドシンク
キャラクター同士の会話で浮かび上がるキーワードを使って交流していくことで、物語の真相に迫っていくシステム。会話で集めたキーワードは"考える"ことで変化したり、相手に投げかけると新たなキーワードを得ることができる。キーワードを集め、思想し、選択肢を選ぶだけでなく、「会話のなかで考え、問いを投げかける」という、より日常に近い流れで直観的に物語に没入できる。

崩壊編（シミュレーションバトルパート）
押し寄せる怪獣の種類を見極めて、プレイヤーは13人の主人公たちが搭乗する近接型/遠距離型/万能型/飛行型といった4種類の巨大ロボット「機兵」を編成、駆使して戦うシミュレーションバトル。
怪獣は「ターミナル」を狙って攻撃を仕掛けてくるので、ターミナルが落とされてしまえば、作戦は失敗となる。プレイヤーは最大6体からなる攻撃隊を操作し、世界防衛の拠点となる「ターミナル」を守りながら、巨大な”怪獣”の殲滅を目指すことになる。機兵の世代ごとに得意な戦闘スタイルが異なるので、出現する怪獣に合わせてチームを編成するのが攻略の基本。攻撃隊に選出しなかったメンバーは防衛隊として、防衛拠点であるターミナルの周囲に配置され、自動で遊撃や支援を行なってくれる。
ステージごとに異なるミッションがあり、バトル中にミッションを達成したり、スムーズに敵を倒してSランクの評価を獲得すると、アーカイブパート”究明編”での物語解放の鍵となる場合もある。
装備の使用にはエネルギーを消費する必要があり、待機することでエネルギーを回復することができる。また、一時的に機兵を送還し、ダメージを修復することも可能。
武装には様々な種類があり、範囲内の敵数に拘わらず均等にダメージを与えるもの、一定の弾数を範囲内の敵にランダムで当てるもの、端から一体ずつ撃破しながらダメージ与えるものなどが存在する。また、ミサイル系兵器はダメージフィールドでは撃墜されてしまう・使用してから着弾まで時間がかかる物があるなど、装備ごとの特性を考えて使用する必要がある。
敵を撃破するとエネルギーを獲得することができ、これが最大になるとメタスキルという全エネミーにスタン攻撃や全員のエネルギーを回復など、全体に効果を及ぼす強力な効果を発動できる。
最初に出現している敵がすべてではなく、リアルタイムで増援が発生する。空から落下してくる光球の高さなどでおおよその出現タイミングは把握可能。増援を含めた全ての敵を殲滅するか、一定時間経過することでクリアとなる。
クリア時、街・機兵・ターミナルがどれほど被害を受けたかによって評価が変化する。この評価は全ステージ難易度別に設定されている。

究明編（アーカイブパート）
作中の主人公たちやサブキャラクターなどの登場人物・用語・アイテム・事件・出来事などが詳細に設定されたアーカイブ。また、追想編にて各主人公らの足取りが時系列順に見直すことが出来る。
アンロックポイント
新たなファイルの解放には”崩壊編”で手に入るアンロックポイントが必要となる。

## 登場人物

### 十三人の主人公
鞍部十郎（くらべ じゅうろう）
声 - 下野紘
本作の13人の主人公のひとり。黒髪・短髪の少年。1985年時点の咲良高等学校に通う高校1年生の男子高校生。1年B組。巨大ロボットや怪獣などの特撮映画が好きで、毎日何かしら映画をビデオで見ている。温厚かつ、やや気弱な性格。一人称は「僕」。毎晩不思議な夢に悩まされ、日々の生活にどこか違和感を感じていたが、ある日意図せず謎の巨大ロボットを出現させてしまう。後述の郷登や森村からは和泉十郎と呼ばれている。
機兵の起動マーカーは右手の甲。

冬坂五百里（ふゆさか いおり）
声 - 種﨑敦美
本作の13人の主人公のひとり、大振りの巻き髪の銀髪少女。頭に花の髪止めをしている。咲良高等学校に通う女子高校生。1年B組。どこか憎めない普通の明るい女子高生。成績は平均すれば普通、教科ごとの出来不出来が激しい。最近は変な夢に悩まされ、不眠が続き、寝坊したり授業中に居眠りしている。遅刻ギリギリで登校した日に、校門で偶然ぶつかった関ヶ原瑛に一目惚れする。
機兵の起動マーカーは右の太腿。

網口愁（あみぐち しゅう）
声 - 鈴木達央
本作の13人の主人公のひとり。茶色の短髪の少年。いつも学生服の前を開けて、黒いアンダーシャツを着ている。咲良高等学校に通う男子高校生。家が金持ちで、スポーツ万能のプレイボーイ。軽薄だが人当たりが良いため、男女ともに人気がある。本心では世の中に退屈している一面を持つ。偶然通りかかった商店街で複数の不良たちに絡まれている鷹宮由貴を助け出し、彼女に惚れ込むことになる。最近よく見る不思議な夢と、テレビから話しかけてくる謎の少女の件で悩んでいる。
機兵の起動マーカーは右のこめかみ。

薬師寺恵（やくしじ めぐみ）
声 - 内田真礼
本作の13人の主人公のひとり。黒髪のロングヘアの少女。眼鏡をかけている。咲良高等学校に通う女子高校生。南奈津乃と同じクラスの1年C組。破滅した2025年からやってきた未来人。2024年に和泉十郎と出会い、恋人同士となる。真面目で感情をあまり表に出さないが、強引に鞍部家の居候になるなど、十郎に強い愛情を示す。料理が得意で、毎日のように十郎や三浦のために弁当や夕飯などを作っている。記憶を失くした十郎を救いたいと願ったとき、“しゃべる猫”から“魔法の銃”で指定した人間を撃てば、十郎の記憶を戻してやると契約を持ち掛けられ、契約を結ぶ。
機兵の起動マーカーは左脇腹。

比治山隆俊（ひじやま たかとし）
声 - 石井隆之
本作の13人の主人公のひとり。ざんばら髪の少年。実直で男らしい性格。1944年で日本軍の兵士として搭乗員候補生の訓練を受けている。同じく候補生の三浦慶太郎の同郷の先輩にあたる。とある美しい少女にひと目惚れするが、彼女の正体は沖野司という男だと知らされる。それを信じられない比治山は、沖野を追いかけるために見知らぬ少年（関ヶ原）に強引に付いていき、1985年にタイムスリップしてしまう。餓死寸前の時に名前も知らない女子（後に薬師寺と判明）に恵んでもらった焼きそばパンがお気に入り。未来の世界では半年ほど沖野を探しつつ日雇いで生計を立てるが、ある日再会した沖野と過去に戻るため取引をする。女装姿に惚れた弱みから、沖野に振り回されるが、まんざらでもない。
機兵の起動マーカーは左の前腕部。

鷹宮由貴（たかみや ゆき）
声 - 小清水亜美
本作の13人の主人公のひとり。ポニーテールを赤いリボンで縛っている少女。手には革グローブをしている。他校にも名が知れるほど腕の立つスケバン。仲間思いで、正義感が強く、喧嘩っ早い。南奈津乃とは小学生からの幼馴染の親友で、唯一気兼ねなく話せる相手。中学で引越ししたため離ればなれになり、以降は文通している。元は鈴ヶ峰女子高校の1年生だったが、他校の不良と喧嘩沙汰を起こして補導された際、井田から服役中の父のことで弱みを握られ、兵器製造にかかわる生徒（リストに南の名があったのも理由）を調査するスパイ任務を受けて咲良高校に転校する。助手と名乗る相葉絵理花とともに、南失踪の真相に迫る。
機兵の起動マーカーは右の鎖骨付近。

関ヶ原瑛（せきがはら えい）
声 - 浪川大輔
本作の13人の主人公のひとり。銀色の短髪に鋭い目付きをした少年。目を覚ますと記憶を無くしており、傍らには見ず知らずの女性の死体があり、黒服の男たちに執拗に追われる身となっていた。過去の記憶を失う前の自分が残したメッセージ記録で、この世界から脱出しろと言われる。失われた記憶を探すため、手掛かりから冬坂五百里を頼っていく。正体は破滅した2065年からやってきた未来人。後述の東雲諒子の一つ下の幼馴染みで、彼女を姉のように慕っている。2064年での戦闘で十郎と同じウイルスに脳を冒され、記憶障害となっている。
機兵の起動マーカーは右の首筋。

南奈津乃（みなみ なつの）
声 - 佐倉薫
本作の13人の主人公のひとり。髪は茶色のショートボブの少女で、体操服を着ている。リボン様の髪留めを巻いている。咲良高等学校に通う女子高校生で、元気で素直な陸上部員。薬師寺と同じクラスの1年C組。純粋に宇宙人との交流を夢見るオカルトマニア。両親と弟の5人家族。お隣の玉緒おばあちゃん（鞍部十郎の祖母）と仲が良い。冬坂五百里と沢渡美和子、鷹宮由貴とは小学校からの親友。部室に現れた謎のロボット「BJ」と出会い、17番機兵を探すため、BJと共に時をかけて、さまざまな事件に巻き込まれていく。過去から来た三浦と知り合い、お互いを意識するようになる。
機兵の起動マーカーは右の頬。

三浦慶太郎（みうら けいたろう）
声 - 石川界人
本作の13人の主人公のひとり。妹思いで思慮深く、生真面目。一人称は「私」。額に大きな傷があり、学帽で隠している。また、両足に脚絆を巻いている。1944年で日本軍の新型兵器である機兵の搭乗員。大東亜戦争末期に未知の技術・機兵とかかわり、祖国のために戦うことを誓う。比治山とは同郷の先輩後輩で、共に祖国を思う気持ちは強い。比治山が1944年に行方不明（1985年に時間移動）になった後、彼の代わりに翌1945年に機兵に搭乗して未確認巨大物体と戦いの最中、意図せず機兵ごと1985年に時間移動してしまう。元の時代で出会った南奈津乃と再会し、彼女の紹介で鞍部家に居候する。残された幼馴染の鞍部玉緒（十郎の祖母）と妹の千尋を案じて1945年へ戻る方法を探る。同じく居候の薬師寺が作ったハンバーグが好物。
機兵の起動マーカーは額。

如月兎美（きさらぎ とみ）
声 - M・A・O
本作の13人の主人公のひとり。白い髪をツインテールのお下げにしている小柄な少女。赤いフレームの眼鏡をしている。兎美は「とみ」と読むが、友達に「ウサミ」というあだ名で呼ばせている。咲良高等学校に通う女子高校生。1年B組。遠慮のない言動で、生意気に見られやすいが、頭がよく回り、逆境を乗り越える心の強さを持つ。破滅した2025年からやってきた未来人で薬師寺とは友人。歌が得意で、元いた時代では自身の歌唱動画を投稿するのが趣味だった。2025年が怪獣に襲撃された際に郷登に救出され、1985年では普通の女子高生として生活している。咲良高校では未来人であることは隠しながら、冬坂や沢渡と仲良くなる。沢渡と幼馴染である緒方のツテで、未来に戻るために敷島重工に関する秘密を探ろうとした際、謎の光により廃墟となった2025年に緒方と沢渡とともに飛ばされてしまう。
機兵の起動マーカーは腰の左側。

緒方稔二（おがた ねんじ）
声 - 関智一
本作の13人の主人公のひとり。リーゼント・ヘアの少年。咲良高等学校に通う男子高校生。1年D組。短気で口が悪いが情に厚く、世話焼き。喧嘩が強く、度胸が据わっているため、中学時代には周辺の不良たちの間で有名人となっていた。父は大企業・敷島重工の重役。沢渡や南とは幼馴染の関係。如月らと2025年から辛くも生還後、偶然乗った電車で”時が戻る”体験をする。巻き戻される時のなか、不思議な声からある「鍵」の解明を指示される。
機兵の起動マーカーは右足首。

東雲諒子（しののめ りょうこ）
声 - 早見沙織
本作の13人の主人公のひとり。ウェーブがかったボブカットの少女。頭や制服の下に包帯を巻いている。咲良高等学校に通う女子高校生。破滅した2064年からやってきた未来人。2064年では好意を寄せる井田を想う一心で、機兵に搭乗していた。2064年の戦闘で十郎や関ヶ原と同じウイルスに脳を冒される。記憶障害の症状が特に酷く、常に薬を飲んでいないと激しい頭痛で意識を失ってしまう。だが、ある事件をきっかけに、凶悪犯426を追いかけることとなる。
機兵の起動マーカーは左膝。

郷登蓮也（ごうと れんや）
声 - 福山潤
本作の13人の主人公のひとり。長身で黒の短髪の少年。眼鏡をかけている。一人称は「私」。元は東雲や関ヶ原と同じく2065年からやってきた未来人。東雲とは中学時代に付き合っていたらしい。1945年・2025年・2105年をも訪れ、森村の右腕として働いている。頭脳明晰で、冷静。コンピューター上のデータは改ざん出来るから信じないとメモ帳を愛用している。2064年の戦闘では機兵に搭乗せず、オペレーターを務めていたためにウイルスによる脳の損傷を免れている。1985年では咲良高等学校に通う男子高校生。2年A組。情報収集の過程で2188年の”未来の自分”らしき人物が「計画防止のために、森村を始末しろ」と誰かに指示を出す記録を見てしまう。
機兵の起動マーカーは右手首。

### その他の重要人物
柴久太（しば きゅうた）
声 - 上田燿司
一見ごく普通のやんちゃな男子高校生。鞍部の幼なじみで、一緒にSFや特撮映画が楽しめる仲間。放課後はよく網口の家でテレビゲームをして遊んでいる。いつもおちゃらけている、気さくで無邪気なムードメーカーだが、何か不思議な力を持っている。小学校から高等学校まで、つねに鞍部といっしょにいる幼馴染。いつも気さくにSFや特撮映画のVHSを鞍部に貸してくれる。

沢渡美和子（さわたり みわこ）
声 - 松井恵理子
咲良高等学校に通う女子高校生。1年B組。おっとりしていて、控えめで優しい性格。男子と話すのが苦手だが、冬坂と関ケ原の関係など恋愛話には興味津々。イケメンが大好きで網口や郷登のファンらしい。冬坂五百里と南奈津乃とは小学校からの親友で、緒方稔二とは幼馴染。冬坂と如月とよくつるみ学校帰りに買い食いする。ぽっちゃり体型を気にしている。1985年から廃墟となった2025年に緒方・如月とともに飛ばされてしまう。

沖野司（おきの つかさ）
声 - 田村睦心
知能指数が非常に高い、人を巧みに翻弄する天才高校生。銀の短髪・小柄・華奢な体格で、女装すれば美少女と見紛う程の中性的な美少年。機兵をはじめとする様々な技術を生み出した。知的好奇心が旺盛で、人の言うことには耳を貸さず独断専行しがち。元は破滅した2105年の未来人。2064年の戦闘では沖野自身も十郎や関ヶ原と共に機兵で戦っていたが、破れた後は1944年に転移・潜伏していた。同時代に馴染むため、女装して堂路桐子を名乗る。1985年では自分に好意を持つ比治山を利用して、世界の破滅を防ぐために暗躍する。

森村千尋（もりむら ちひろ）
声 - ？
咲良高等学校の養護教諭。31歳。鞍部や冬坂のいる1年B組の担任でもある。敷島の兵器開発に関与している重要人物。破滅した2105年の未来人。関ヶ原編の冒頭で、何者かに射殺された姿で見つかる。

千尋（子供）
声 - ？
郷登と常に行動を共にしている幼い少女。兎のぬいぐるみを大切に黄色のカバンに入れている。彼女が着ている園児服は郷登が用意したもの。1945年の三浦の妹とよく似ている。

井田鉄也（いだ てつや）
声 - ？
さまざまな時代に行き来し、暗躍する眼鏡にスーツ姿の壮年男性。破滅前の2064年では咲良高等学校の非常勤講師で、東雲諒子のクラスの担任。東雲や関ヶ原を戦いの場に引き込む。怪獣侵攻時には森村や郷登と共にオペレーターをしていた。1985年では政府が秘密裏に設けたスパイ機関・情報特務機構の理事長を務め、鷹宮や配下の黒服たちを使って咲良高校に隠されていると思われる敷島の秘密を探っていた。森村とは信頼・協力関係にあるが、彼女とは別の思惑がある模様。

相葉絵理花（あいば えりか）
声 - 東城日沙子
1985年で咲良高等学校に通う1年D組の女子生徒。おっとりしているが、独自の視点を持つミステリアスな少女。推理小説が大好きで鷹宮をホームズ、自身をワトソンにになぞらえて、鷹宮と南失踪事件の調査を楽しんでいる。上記の1944年時の鞍部玉緒と容姿がそっくり。

輪島武美（わじま たけみ）
声 - 伊丸岡篤
1985年で近隣の苦栗工業高校（略して苦工）の不良達をまとめる番長。通称ニガクリのタケ。強面で不良言葉を使う。ケンカが強そうな雰囲気を出しているが、緒方や比治山、関ヶ原などに度々返り討ちに遭うことが多い。

尾西平三（おにし へいぞう）
声 - 小柳基
蒲染区警察署少年課の私服警官。青少年の非行や暴走行為をとてもきびしく取り締まっているが、人情が厚く、彼とかかわった少年たちからは"鬼平"と親しみを込めて呼ばれている。輪島や鷹宮とも顔見知り。

因幡深雪（いなば みゆき）
1985年で売れている新人女性歌手。ある晩、網口の自室にて、テレビの中から彼に助けを求めて来る。

### その他の人物
BJ
声 - （不明）
南が遭遇した謎の小さいロボット（高さ約60cm）。記憶セルを探すため、南に協力を仰ぐ。

しっぽ
声 - （不明）
薬師寺の前に現れた謎のしゃべるネコ。十郎を救いたいという薬師寺の願いごとをかなえる代わりに危険な任務を遂行させる契約を交わす。

426
危険視されている未来の凶悪犯。時間を移動し、機兵の活動を妨害している。2064年の戦いでは機兵を狂わせるプログラムを流し、甚大な被害をもたらしたと言われている。その犯人の名前として関ヶ原が上がったが、真相は謎に包まれている。

## 用語

### 機兵
主人公らが怪獣と戦うために乗り込む二足歩行の巨大ロボット。2100年代にて井田鉄也と沖野司が設計し、自動工場で製造された。搭乗する少年少女らは適合者と呼ばれ、体の何処かに刻印された起動マーカーを手で擦ると「START」の文字が浮かび上がり、コクピットにワープすることで乗り込む。核融合炉を動力としており時空間移動の機能も有し、機兵に乗って他の時代に転移することや、機兵自体が他の時代にあっても起動することで適合者の目の前に呼び出すことも可能。しかし機兵と適合者が同じ時代にいる場合は、適合者が機兵の近くまで行かなければ起動できない。コクピット内では適合者は全裸となり、うつ伏せに跨がる格好で操縦する。適合者は脳内のナノマシンを介して機兵と接続されており、頭でイメージした通りに動かせる。そのため、コクピット内には操縦桿などは存在しない。元は遠隔操作の無人機だったが、反応が遅く、怪獣にコントロールを奪われてしまうリスクが生じたため、有人機となった。また、上述の操縦方法により操縦者の脳には多大な負荷がかかるため、長時間の機兵操縦は大きな危険を伴う。
第一世代機兵（近接格闘型）
近接戦闘に特化した機兵で、機兵の中ではもっとも古い型。左腕には巨大な削岩機が装備されており、攻撃のリーチはどれも短いが、機動力が高く、怪獣の懐に潜り込めば大ダメージを叩き出せる。対空攻撃はほとんどないが、EMP装備が標準搭載されているため、これで地面に落とすことで対処可能。リミッター解除という機能があり、防御力を犠牲に攻撃力を大幅に強化できる。
最終戦では10番機に緒方、11番機に関ヶ原、12番機に比治山が搭乗する。

第二世代機兵（バランス型）
近接戦闘に加え遠距離攻撃用の兵装や味方支援用の兵装を持ち、様々な状況に対応できる万能タイプの機兵。兵装が多い分装甲が厚く重さが2200トンもあるため、機動力がやや低い。肩部有するロケット砲で遠距離攻撃を行い、近接戦闘では第一世代並みに強力なプラズマアーク溶断機を持つが、消費が甚大な上に単体攻撃。固定砲台を召喚することもできる。
13番、14番、15番の3機がある。以前は13番機に和泉が、15番機に関ヶ原が搭乗していた。
最終戦では13番機に鞍部、14番機に東雲、15番機に冬坂が搭乗する。

第三世代機兵（遠距離型）
遠距離攻撃を得意とした機兵。大きくせり出した胸部の主砲が特徴。レールガンや連射砲、多くのミサイル兵装で遠くの怪獣を狙い撃ちできる。中心部から端まで攻撃を届かせることができる砲台。また、ミサイルレインなどの範囲攻撃や、E.M.P.スタナーによる支援など、さまざまな兵装を使いこなせる。
最終戦では16番機に如月、17番機に南、19番機に三浦が搭乗する。

第四世代機兵（飛行支援型）
ふたつの巨大なティルトローターにより、飛行が可能となった最新型の機兵。ほかの機兵のサポートを目的として造られたため、支援行動を得意とする。沖野が怪獣に用いられている技術を解析、フィードバックさせたレーザーによる射撃や小型の攻撃用ドローンの射出など、他の機兵にはない最新鋭の兵装が特徴。またマルチロックミサイルやレッグスパイクなど怪獣を攻撃しつつ弱体化することが可能な兵装を持つ。マルチロックミサイルは分散タイプ且つミサイルなので、運用に注意が必要。
最終戦では20番に網口、21番に鷹宮、22番に郷登、23番に薬師寺が搭乗する。

## 怪獣
ある日突然少年少女たちの目の前に現れた、無骨で巨大な機械の塊のような見た目の未確認物体たち。ダイモスまたはDとも呼ばれる。街を壊し、人々を襲い、この世界を破壊しようと暴れ回る。
ハンター
ふたつの巨大なティルトトーターで素早く高速飛行する、全長5メートルの飛行型偵察ドローンの怪獣。隊列を組み、小型の自衛レーザーで攻撃をしてくる。

ワーカー
全長は8メートルと怪獣の中では小型だが、人間にはたいへんな脅威。軍隊アリのように建物を乗り越え、大群をなして襲ってくる。

ドリルフライ
全長30メートルの飛行掘削型の怪獣。空中から機銃やミサイルで攻撃してくるうえに耐久度も高い。

アプソス
ほかの怪獣にシールドを展開して守護する怪獣。シールドに覆われた怪獣には攻撃が届かないが、自身はシールド対象外で根本的に脆く、近接攻撃の他に第三世代の主砲でも容易に沈む。出現してすぐにシールドを張ろうとする上に発動したシールドはアプソスを撃破しても時間が経過するまで維持されるため、できれば出現と同時に落としたい。

ドラムマイン
標的に近づくと、大量のヘキソーゲンが詰まった爆薬を破裂され自爆する。

テラキャリア
格納している大量のハンターを放出しながら進攻する、巨大な飛行輸送機型の怪獣。装甲も厚く、機銃などの攻撃も可能となっている。

ツインテール
遠距離ミサイルや機関砲を用いた遠距離攻撃に特化した怪獣。

ジモラ
全長35メートルの巨大な怪獣で重量とパワーがある。装甲が厚いため、ミサイルや連射砲などの遠隔攻撃ではなかなか倒せない、近接戦闘に特化した怪獣。

ボスクラスの怪獣
ハイクアッド
全長100メートルを超える巨大な怪獣。多数の兵装を備えており、装甲も厚い。本体上部中央付近から放出されるプラズマキャノンは極めて強力。直撃を受けると、その圧倒的な熱量により分厚い機兵の装甲も一瞬で溶解する。
モビルファク
周囲の物質を材料として取り込み、内部の製造施設でつぎつぎと怪獣を生産する巨大な移動型工場怪獣。小型、中型の怪獣を製造し続けるため、放置していると対処しきれない数になり脅威となる。

## 開発
十三機兵防衛圏は、『オーディンスフィア』、『ドラゴンズクラウン』、『朧村正』などを開発した日本のゲーム開発会社ヴァニラウェアによって開発された。3Dグラフィックが優位を占めるゲーム業界にあって、同社は2Dアートを駆使することで知られている。『オーディンスフィア』、『ドラゴンズクラウン』でディレクターを務めた創業者の神谷盛治は、本作ではキャラクターデザインを平井有紀子と木田恵美可に任せ、自身はディレクターに復帰した。本作のプロデュースは『オーディンスフィア』でもプロデューサーを務めたアトラスの山本晃康が担当した。過去の開発作品はいずれもハイ・ファンタジー設定だったため、本作は開発チームにとって初めて現代的な設定やSF的な設定を用いたゲームとなった。本作の立案は『ドラゴンズクラウン』を開発していた2013年に遡る。開発が長期間におよぶなか、ファンタジーの世界に疲れた神谷は、自身の青春時代である1980年代を舞台にしたSFストーリーを作りたいと考えた。また、彼にとって『ドラゴンズクラウン』は大規模のプロジェクトであったため、より小規模なものを作りたがっていた。
本作は当初、名前が明かされていないある会社向けに提案された、おもちゃ化を見据えた企画だった。マーケティング対象は日本国内に限定されており、低予算、低利益を前提としたものだった。神谷は『ロボ・ジョックス』にインスパイアされた巨大なメカと、少女漫画にインスパイアされた設定やキャラクターとの「ギャップを味にしよう」と考えた。そのようにしてプロジェクトを進めていたおり、神谷は『ドラゴンズクラウン』への出資契約の一部としてアトラスに優先権が与えられていたことを思い出した。アトラスが作品のコンセプトを認めてくれるか不安だったが、国際的なマーケット向けのゲームを探していたアトラスは、すぐにこの企画を採用した。これらの変更があったにもかかわらず、全体的なストーリーとコンセプトはそのままで、最終シーンは原案から変更されていないという。本格的な開発は、PlayStation Vita版『朧村正』と『オーディンスフィア』のリメイク作『オーディンスフィア レイヴスラシル』の開発を終えた2015年夏以降に始まった。
開発初期では『十五少年漂流記』をベースにしようと構想されており、登場人物の名にその形跡がある（郷登はゴードン、など）。
物語の構成はNHKのドラマ『中学生日記』をモデルにしている。すなわち、エピソードごとに別の生徒にスポットが当たり、それぞれの背景や物語が展開していく形式。
プロットの複雑さと、それに伴う膨大な調整により開発は難航した。ストーリー上必要になるキャラクターの素材や演出に事前の見通しが立てられず、チームワークとしての同時進行が不可能に。シナリオ・スクリプトを担当する神谷盛治の作業進捗を待つしかないという特殊な状況が発生した。

### デザイン
キャラクターデザインやキャラモーションを担当しているのはデザイナーとして活躍している平井有紀子氏、キャラクターアニメーションなどを担当しているのは前納浩一氏である。

## リリース
十三機兵防衛圏は、2015年の東京ゲームショウでPlayStation 4およびPlayStation Vita向けタイトルとして発表された。発表当時、本作はまだ本格的なゲーム開発は入ったばかりで、公開されたアセットは非常に少なかった。また、その発表に先立つ2015年7月には、『オーディンスフィア レイヴスラシル』の発表と合わせて、アトラスとヴァニラウェアの新たなコラボレーションプロジェクトとして本作の最初のティザー映像が公開された。当初は2018年の発売が予定されていたが、2018年11月には開発の長期化に伴う発売の延期およびVita版の発売中止が発表された。
2019年3月14日、日本で有料体験版『十三機兵防衛圏 プロローグ』がリリースされた。2019年10月30日、序盤の3時間ほどをプレイできる体験版が日本で公開された。本作は2019年11月28日に日本で発売された。2020年3月19日にはセガよりアジア版が香港、台湾、韓国、東南アジアでリリースされた。2020年内には全世界での発売が予定されている。
2022年4月14日にNintendo Switch版が発売され、初週売上2万7千本以上を記録した。

## 評価
- 『十三機兵防衛圏』は、「IGN JAPAN」による「ゲームオブザイヤー2019」で6位[35]、「ファミ通・電撃ゲームアワード2019」でベストシナリオ賞、ベストアドベンチャー賞[36]、「日本オタク大賞2019」大賞[37]、日本SF大会（SF大賞とは異なる）における第51回星雲賞メディア部門（2020年）にノミネートされた[38]。
- ゲームデザイナーの桜井政博は『週刊ファミ通』での連載コラムの中で、「ゲームでシナリオを書こうという人なら、ぜひとも全員プレイすべきですね。“見る”じゃダメです。プレイしないと!!」「映画などが線、サウンドノベルなどが面だとしたら、『十三機兵』のシナリオは立体的。3Dになっているかのような構成」とそのシナリオ構造を高く評価した[39][40]。
- ライターの前田久は「まだやってないんだけど、興味があって情報を仕入れてた。2019年（を代表する作品）として（タイトルを）挙げるならこれかなと」と絶賛した[37]。

発売初週の販売本数は3万4,200本強で、売上チャート5位にランクインした。初動での販売本数こそ少なかったものの、プレイヤーとゲーム業界関係者からのポジティブな口コミをきっかけに売上が伸び、2020年1月には在庫が不足する事態となった。2020年1月に入っても販売ランキングの上位30位以内に入り、パッケージ販売では5万9,500本近くを売り上げた。その時点でパッケージ、ダウンロード合わせて10万本以上を販売している。2023年8月31日には全世界累計販売本数が100万本を突破した事が発表された。

## スタッフ
- ディレクター - 神谷盛治
- サウンドディレクター - 崎元仁
- キャラクターデザイン - 平井有紀子

## 漫画
- 『よんこま十三機兵防衛圏!! 〜こちらセクターX〜』（月刊ブシロード2021年1月号 - 2023年11月号、漫画：柊タイガー、原作：ATLUS）
  1. 2021年11月26日発売、ISBN 978-4-04-899499-6
  2. 2022年11月28日発売、電子書籍のみ
  3. 2023年12月8日発売、電子書籍のみ